# Sønderby (Frederikssund Kommune)
 For alternative betydninger, se Sønderby. (Se også artikler, som begynder med Sønderby)
Sønderby er en landsby i Nordsjælland med 258 indbyggere  (2024). Sønderby er beliggende ved Roskilde Fjord i Selsø Sogn på Hornsherred seks kilometer øst for Skibby og 17 kilometer syd for Frederikssund. Byen tilhører Frederikssund Kommune og er beliggende i Region Hovedstaden.
Øst for Sønderby ligger Eskilsø. Der er ikke færgeoverfart og der råder fredningsbestemmelser over øen.